# Josef Ben Szlomo
Josef Ben Szlomo (ur. 1930 w Krakowie, zm. 2007 w Izraelu) – izraelski filozof pochodzący z Polski. Był jednym z największych żydowskich filozofów i myślicieli XX wieku.

## Życiorys
Urodził się na krakowskim Kazimierzu w religijnej rodzinie żydowskiej. W 1935 roku wraz z rodziną wyemigrował do Palestyny. Tam włączył się do aktywnej działalności na rzecz powstania niepodległego państwa żydowskiego. W wieku 30 lat dostał profesurę na Uniwersytecie Hebrajskim w Jerozolimie. Już wtedy uważany był za wielkiego znawcę Kabały. Jego poglądy zbliżone były do skrajnej prawicy.